# 변론관할
변론관할이란 원고가 관할권 없는 법원에 소를 제기하였더라도 피고가 이의 제기 없이 본안에 관한 변론을 하는 경우에 그 법원에 관할권을 인정하는 것이다. 응소관할이라고도 한다.

## 요건
1. 소가 관할권 없는 제1심법원에 제기되었을 것
2. 피고의 관할위반의 항변이 없을 것
3. 피고가 이의없이 본안변론을 구술로 하였을 것